# Jeff Campbell
Jeff Campbell (25 de agosto de 1979) es un exfutbolista neozelandés que jugaba como delantero.

## Carrera
Debutó en 1999 en el Football Kingz, en aquel entonces único participante neozelandés en la National Soccer League. En 2004, ante la creación de la A-League y la refundación del club, Campbell buscó un nuevo lugar en donde jugar. Fue contratado por el AFC Wimbledon en 2005 y se incorporó al Hendon FC ese mismo año. En 2006 regresó a Nueva Zelanda e intercaló participaciones con el Auckland City FC, Waitakere United y Waikato FC hasta retirarse en 2010.

### Clubes
| Club                       | País          | Año         |
| -------------------------- | ------------- | ----------- |
| Football Kingz             | Nueva Zelanda | 1999 - 2004 |
| Adelaide City (a préstamo) | Australia     | 2001        |
| AFC Wimbledon              | Inglaterra    | 2005        |
| Hendon FC                  | Inglaterra    | 2005 - 2006 |
| Waitakere United           | Nueva Zelanda | 2006 - 2007 |
| Auckland City              | Nueva Zelanda | 2007 - 2008 |
| Waitakere United           | Nueva Zelanda | 2008 - 2009 |
| Waikato FC                 | Nueva Zelanda | 2009 - 2010 |

### Selección nacional
Jugó tres veces la Copa de las Naciones de la OFC en representación de los All Whites. En 2002 y 2008 resultó campeón, mientras que en la edición del 2000 obtuvo el subcampeonato. En total acumuló 16 presentaciones internacionales convirtiendo 5 goles.